# Đa lâm vồ
Đa bồ đề  (tên khoa học: Ficus rumphii) có tên là Da mít (đa mít) một số  địa phương còn gọi là lâm vồ, dân gian ta vẫn gọi là đa bồ đề vì có lá hơi giống lá bồ đề (tên khoa học của bồ đề là Ficus religiosa), tuy nhiên cây bồ đề có đuôi lá kéo dài thành dạng kim cong. Cây là một loài thực vật có hoa trong họ Moraceae. Loài này được Blume miêu tả khoa học đầu tiên năm 1825.

## Hình ảnh

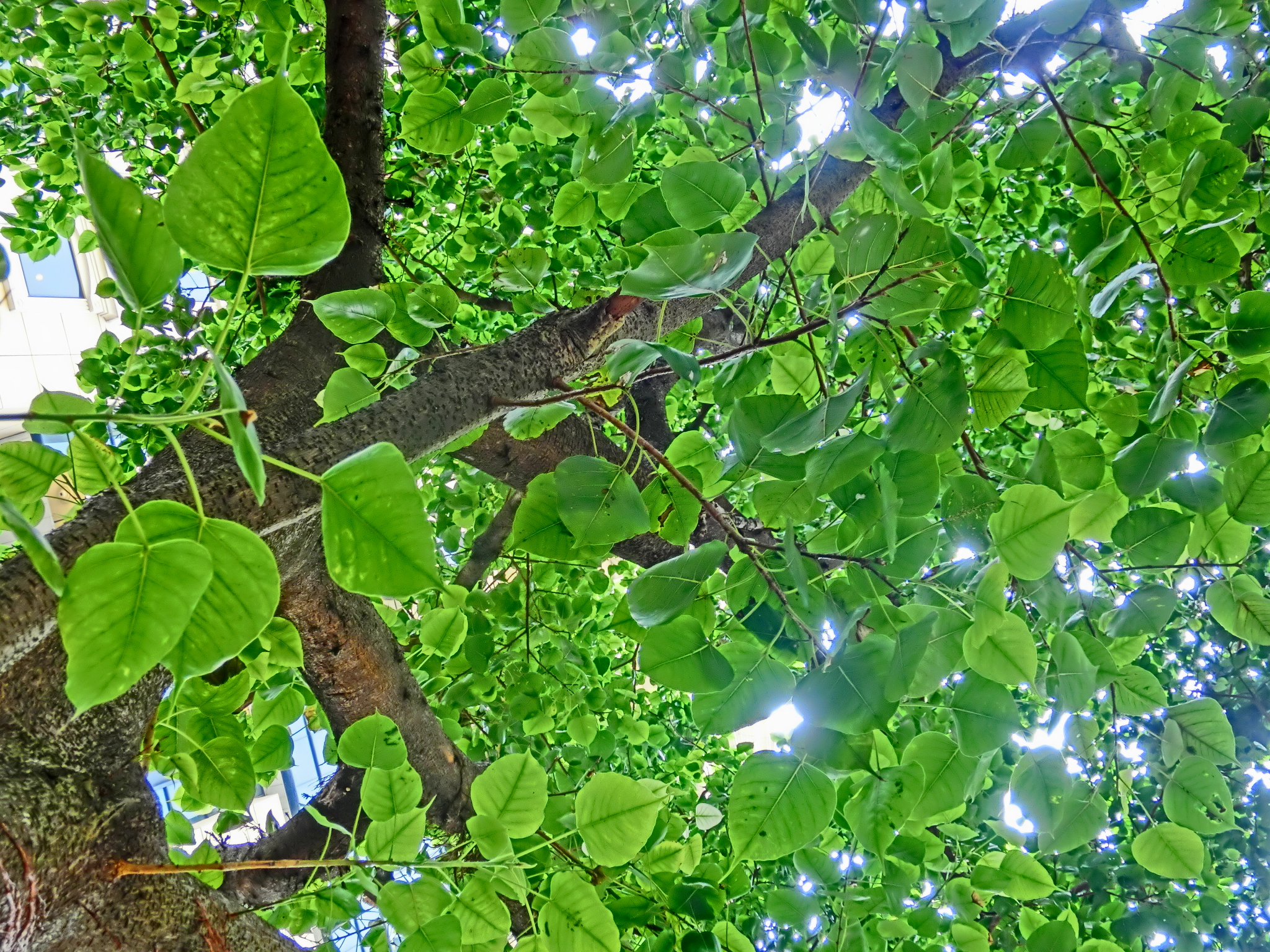
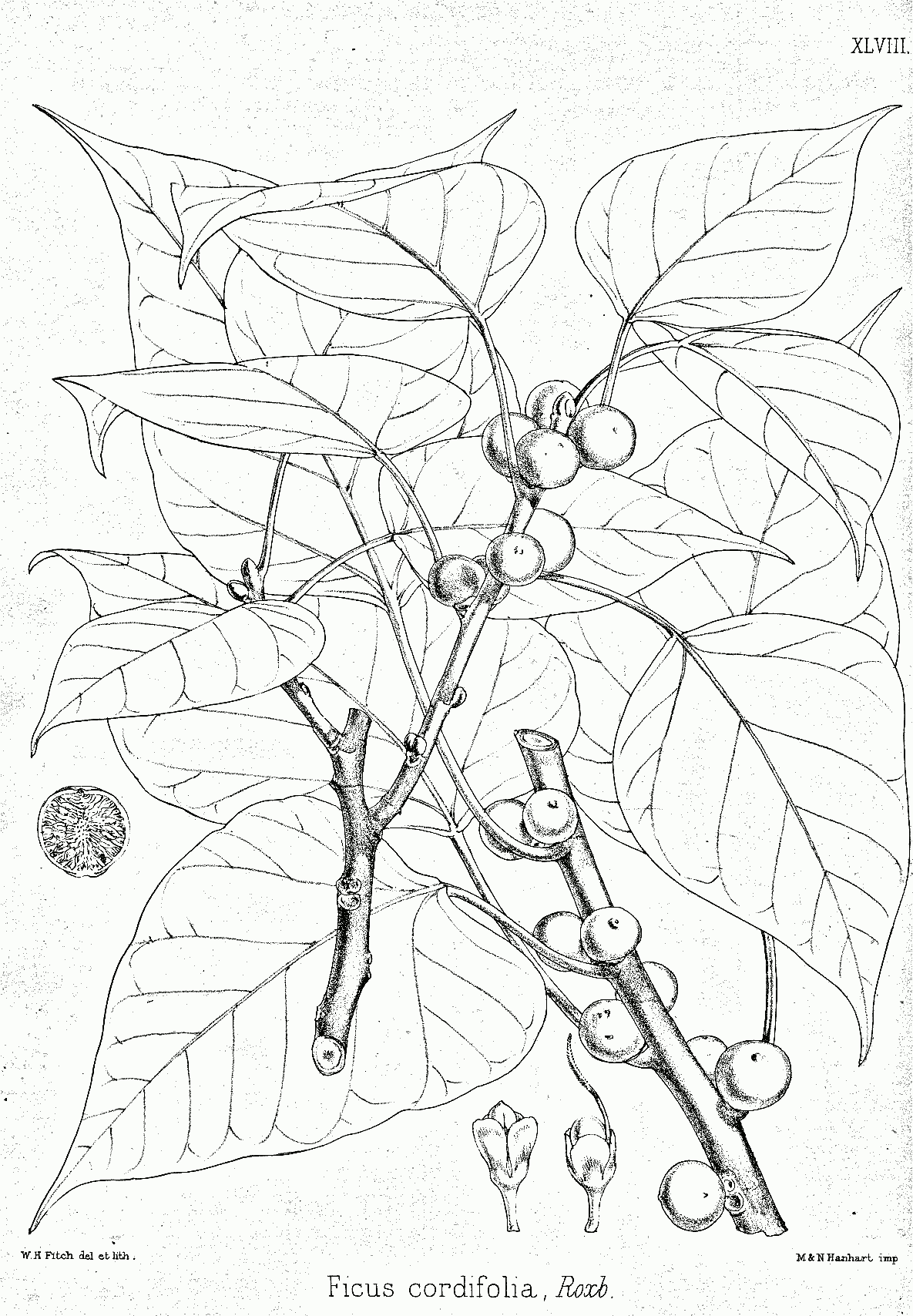
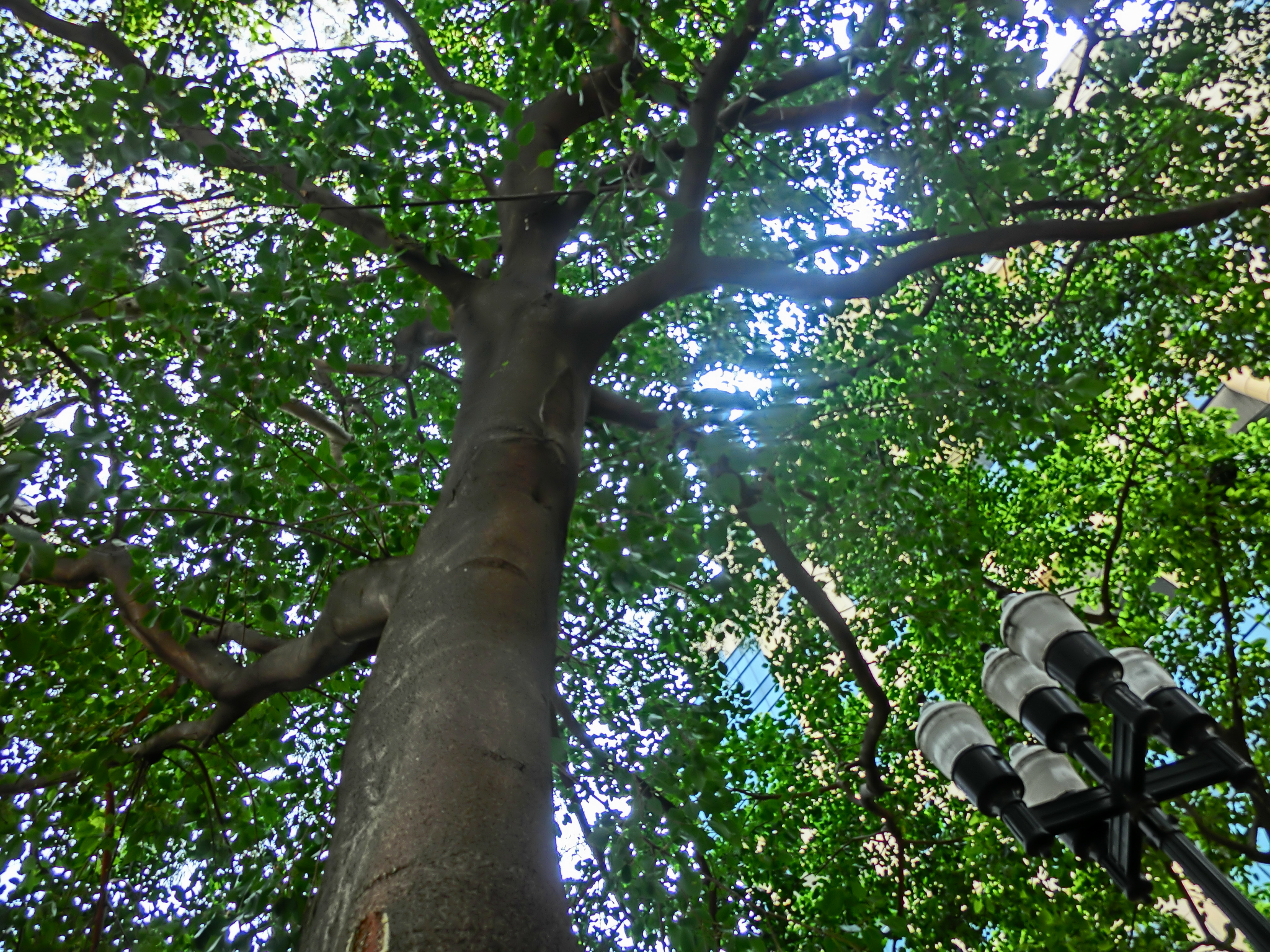
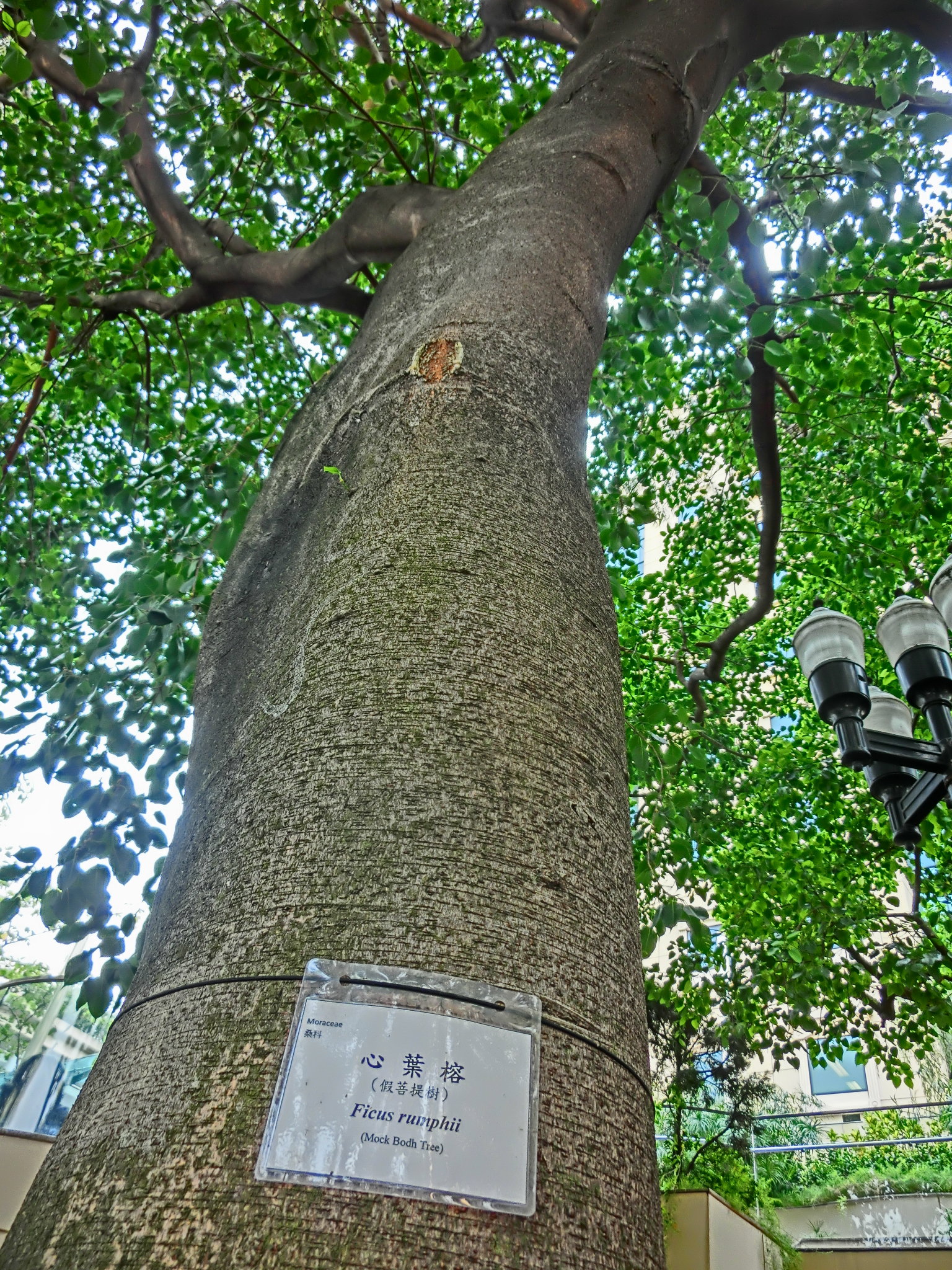